# 沙蜆蝶屬
沙蜆蝶屬（學名：Saribia）是古蜆蝶亞科古蜆蝶族中的一個屬。小型蝴蝶。包含在內的4個種分佈於埃塞俄比亞及馬達加斯加。

## 物種
- 德沙蜆蝶（Saribia decaryi） (Le Cerf, 1922)
- Saribia ochracea Riley, 1932
- 佩沙蜆蝶（Saribia perroti） Riley, 1932
- 沙蜆蝶（Saribia tepahi） (Boisduval, 1833)